# Sint-Victorkerk (Esino Lario)

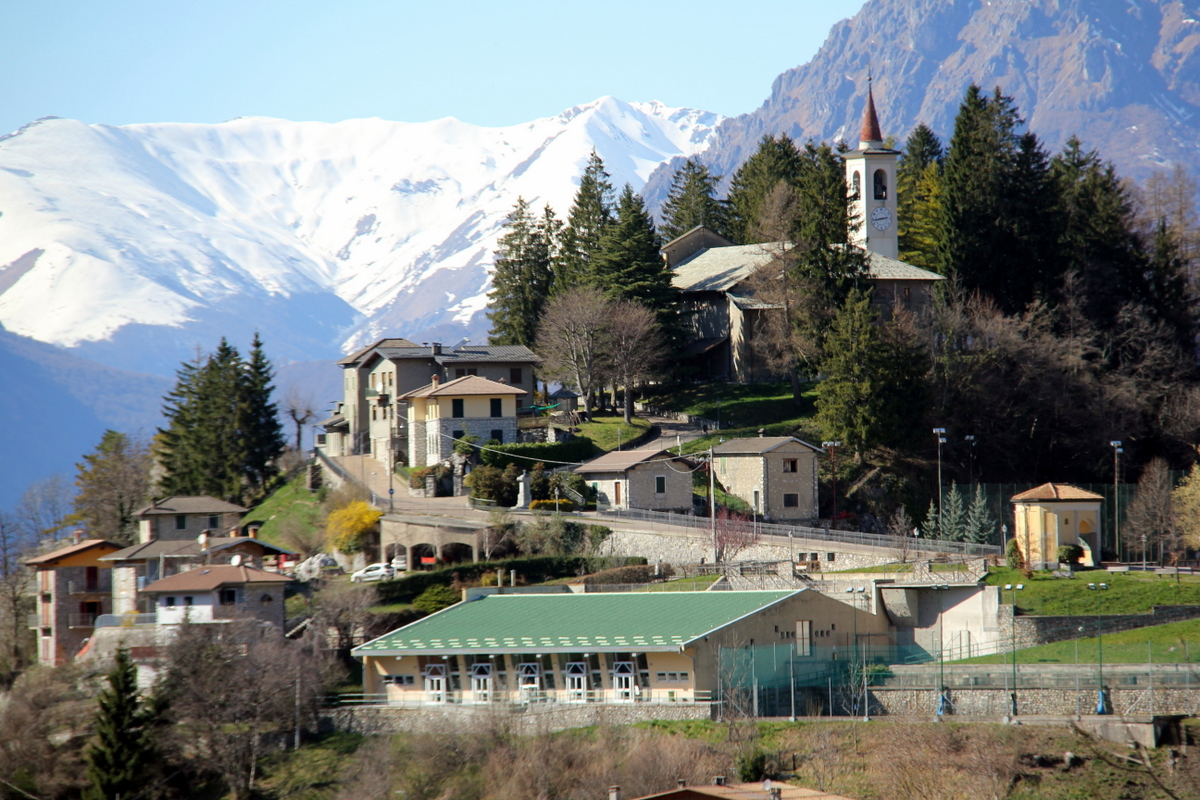
De kerk op de hoogte

De Sint-Victorkerk (Italiaans: Chiesa di San Vittore) is de parochiekerk van Esino Lario in de Italiaanse provincie Lecco (regio Lombardije). De kerk is gebouwd op een rotspunt aan het uiteinde van de parochiale weg Don Giovanni Battista Rocca. De kerk is gewijd aan Sint-Victor "de Moor".

## Geschiedenis
De parochie van Sint-Victor dateert uit de vijftiende eeuw, maar de kerk bestond al in de dertiende eeuw en werd beheerd vanuit de Kerk van Varenna. In de veertiende eeuw kwam de kerk onder de parochie van Perledo en in 1455 werd ze een zelfstandige parochie. In de negentiende eeuw werd ze opgenomen in de parochie en vicariaat van Perledo en bleef daar tot 1971. Ze werd in 1971 aan de deken gegeven van Alto Lario in het pastorale gebied van Lecco III.